# Enicospilus maai
Enicospilus maai (лат.) — вид наездников рода Enicospilus из семейства Ichneumonidae (Ophioninae). Китай (включая Тайвань), Индия, Малайзия и Вьетнам.

## Описание
Наездники средних размеров, длина менее 2 см. От близких видов отличается следующими признаками: межоцеллярная (между оцеллиями) область красновато-коричневая; наличник слабо или умеренно выпуклый, вентральный край тупой; мандибулы изогнуты около 20°, внешняя поверхность без диагональной сетчатой бороздки; фенестра переднего крыла с проксимальным и дистальным склеритами, фенестра длинная, дистальный край интерстициальный или постфуркальный до RS; мезоскутум заднечерный. Дискосубмаргинальная ячейка переднего крыла с обширной голой областью (фенестра); мандибулы узкие; внутренняя поверхность шпоры передней голени без перепончатого валика. Предположительно, как и близкие виды, паразитируют внутри гусениц бабочек.